# Sputnik 10
Sputnik 10,, Vostok-3KA No.2 eller Korabl-Sputnik 5 (Корабль Спутник 5) var den sista sovjetiska testflygningen i Vostokprogrammet. Den följdes av den bemannade rymdflygningen med farkosten Vostok 1.
Farkosten sköts upp den 25 mars 1961 från Kosmodromen i Bajkonur. Färden varade endast ett varv runt jorden och gick planenligt. Ombord fanns precis som vid Sputnik 9s färd skyltdockan Ivan Ivanovich, dessutom hunden Zvezdochka (ungefär ”Lilla stjärnan”). "
Under nedfärden sköts skyltdockan ut för att testa katapultstolen och landade med egen fallskärm. Skyltdockan namn, Ivan Ivanovich (Иван Иванович) är den ryska motsvarigheten till Sven Svensson och det amerikanska "John Doe"